# El Plomo
Der Cerro El Plomo ist ein Berg in den Anden, 5.424 Meter hoch, 46 km nordöstlich von Santiago de Chile gelegen. Um 1500 n. Chr. wurde er erstmals von den Inka bestiegen, die ihm als Berggott ein Kind opferten und am Gipfel begruben. Wegen eines geringen Schwierigkeitsgrads ist er einer der am häufigsten bestiegenen Fünftausender in Chile.

## Beschreibung
Der El Plomo ist Teil eines imponierenden Massivs. Dessen Gipfel und die davon ausgehenden Gletscher sind in der Hauptstadtregion weithin sichtbar. Das Bergmassiv gehört zur andinen Hochgebirgskette Sierra Esmeralda, deren Gipfel und Pässe zwischen 4000 und 5400 m liegen.
An der Südwestseite des El Plomo gibt es mächtige Geröllhalden, die die Besteigung erheblich vereinfachen. Im Gegensatz dazu hat die Ostseite Wände, die fast senkrecht um 1500 bis 2000 m abfallen. Zwischen dem Hauptgipfel und dem 300 m entfernten, von Santiago aus sichtbaren Nebengipfel (33° 14′ S, 70° 13′ W) liegt ein Plateau, das selbst im Winter wegen der vorherrschenden heftigen Winde schneefrei bleibt. Dort befindet sich ein ca. 20 mal 10 Meter großer Tümpel, der nur oberflächlich zufriert.
Für die Inka war der El Plomo ein Berggott. Sie bauten in der Zeit zwischen 1483 und 1533 am Aufstieg und in Gipfelnähe Grab- und Kultstätten, befestigte Wege, sowie Schutzhütten. 1954 wurde in Gipfelnähe die Permafrostleiche eines achtjährigen Jungen entdeckt, der der Berggottheit geopfert worden war.
Die erste öffentlich bekannt gewordene Besteigung fand 1896 durch die Deutsch-Chilenen Gustavo Brandt und Rodolfo Luck statt. Zu ihrer Enttäuschung fanden sie Müll am Gipfel, der von anderen Personen hinterlassen worden war.

## Bilder

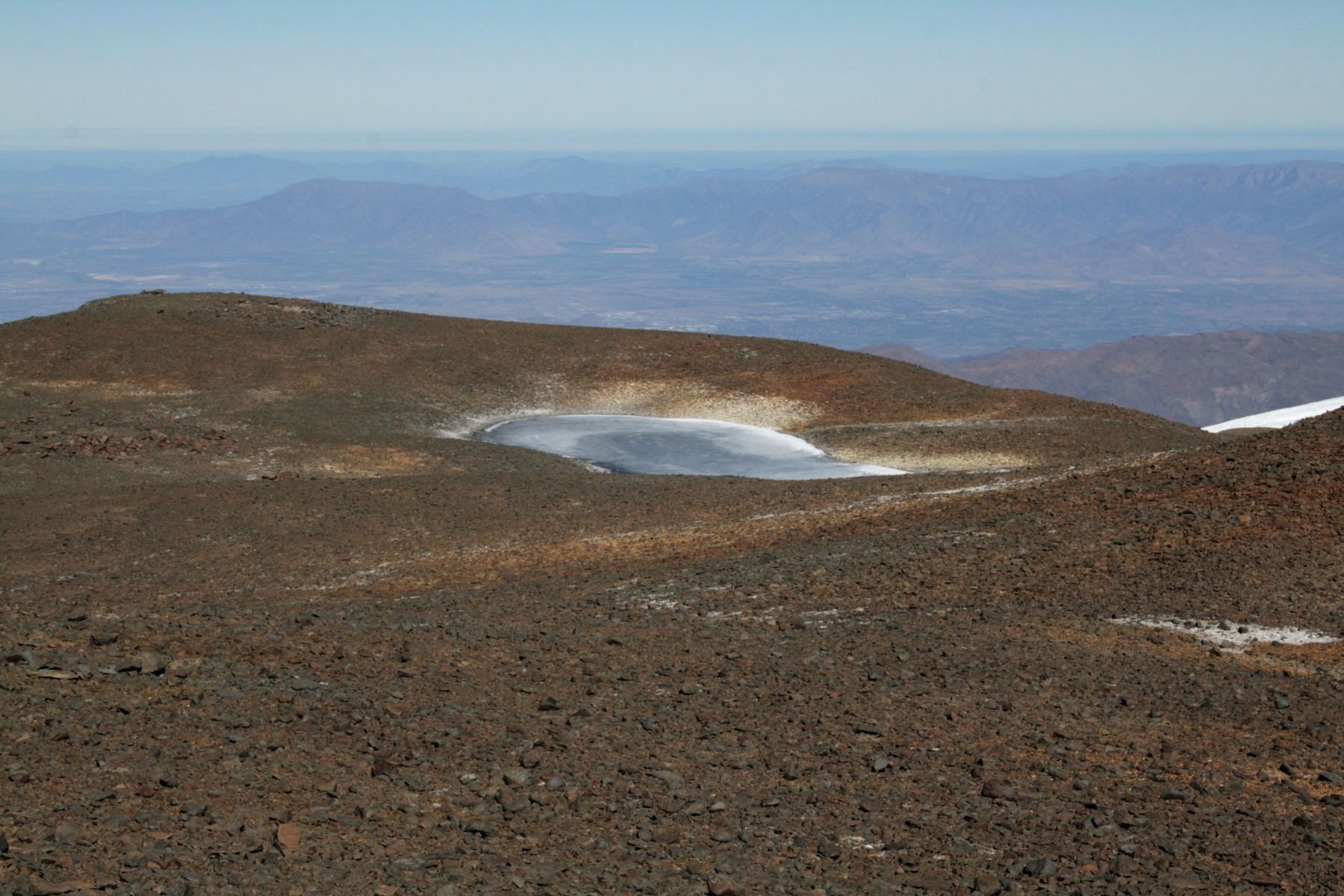
Zerstörte Inka-Grabstätte und kleiner See auf 5400 m
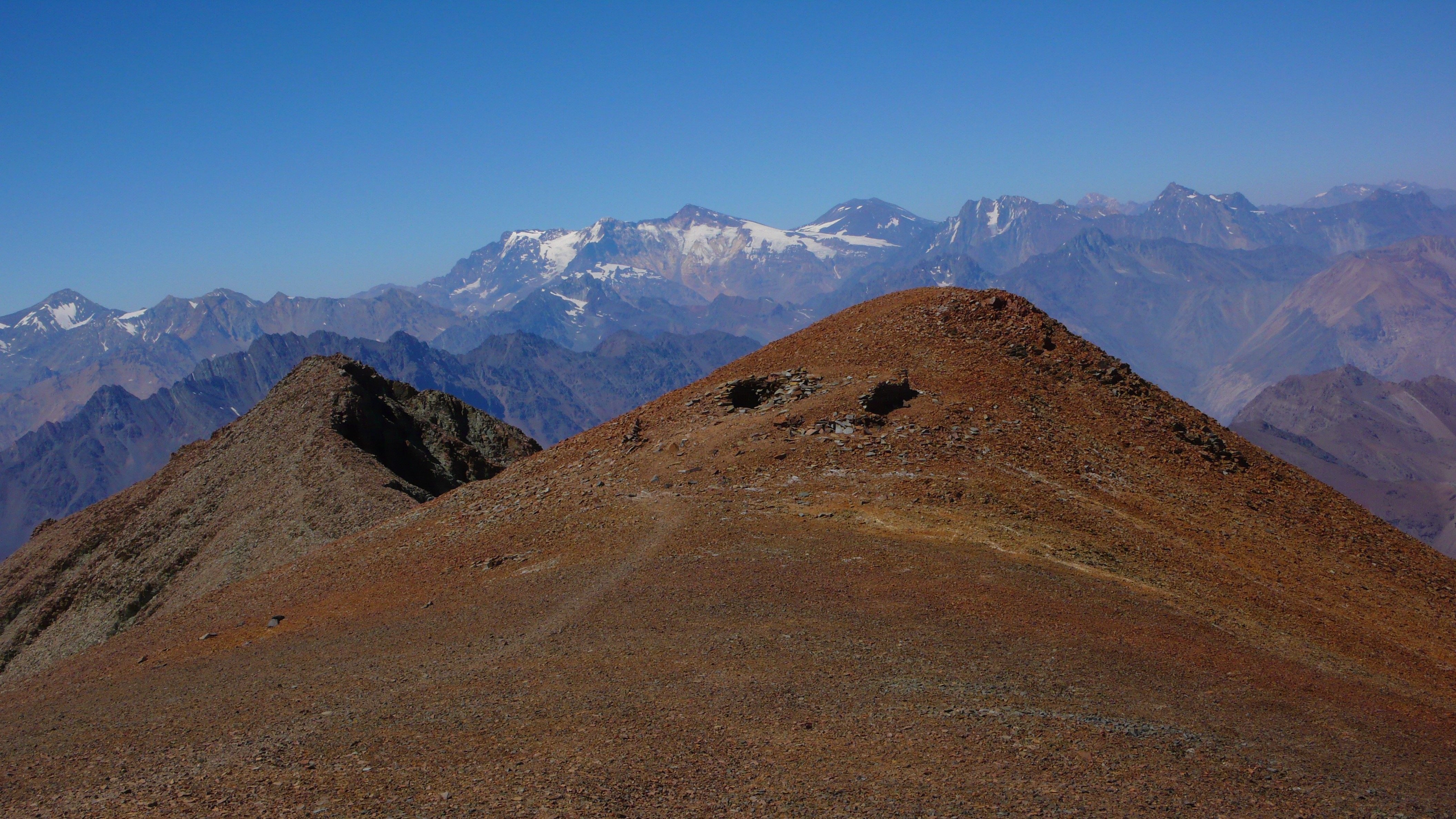
Inka-Kultstätte auf 5200 m
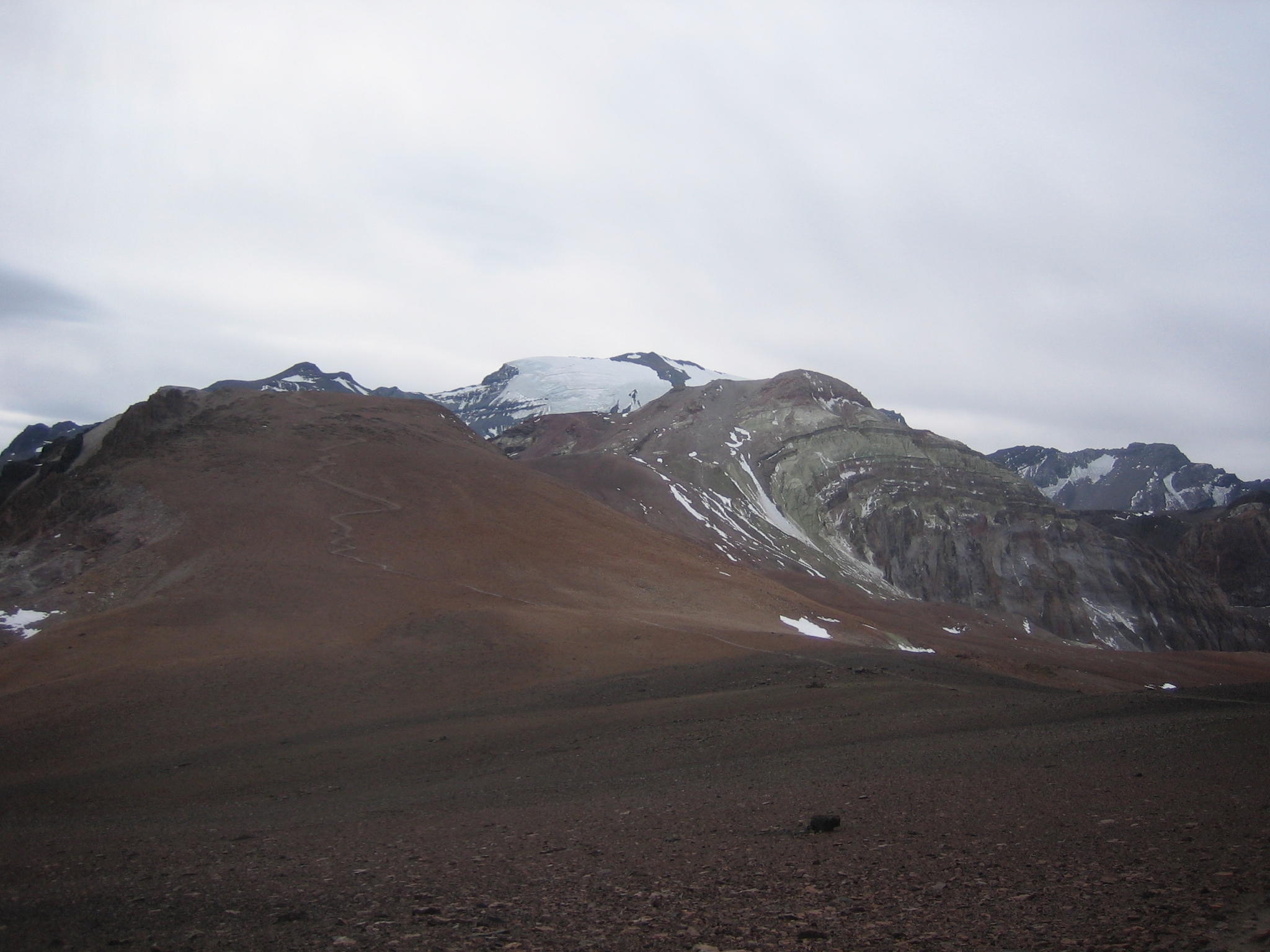
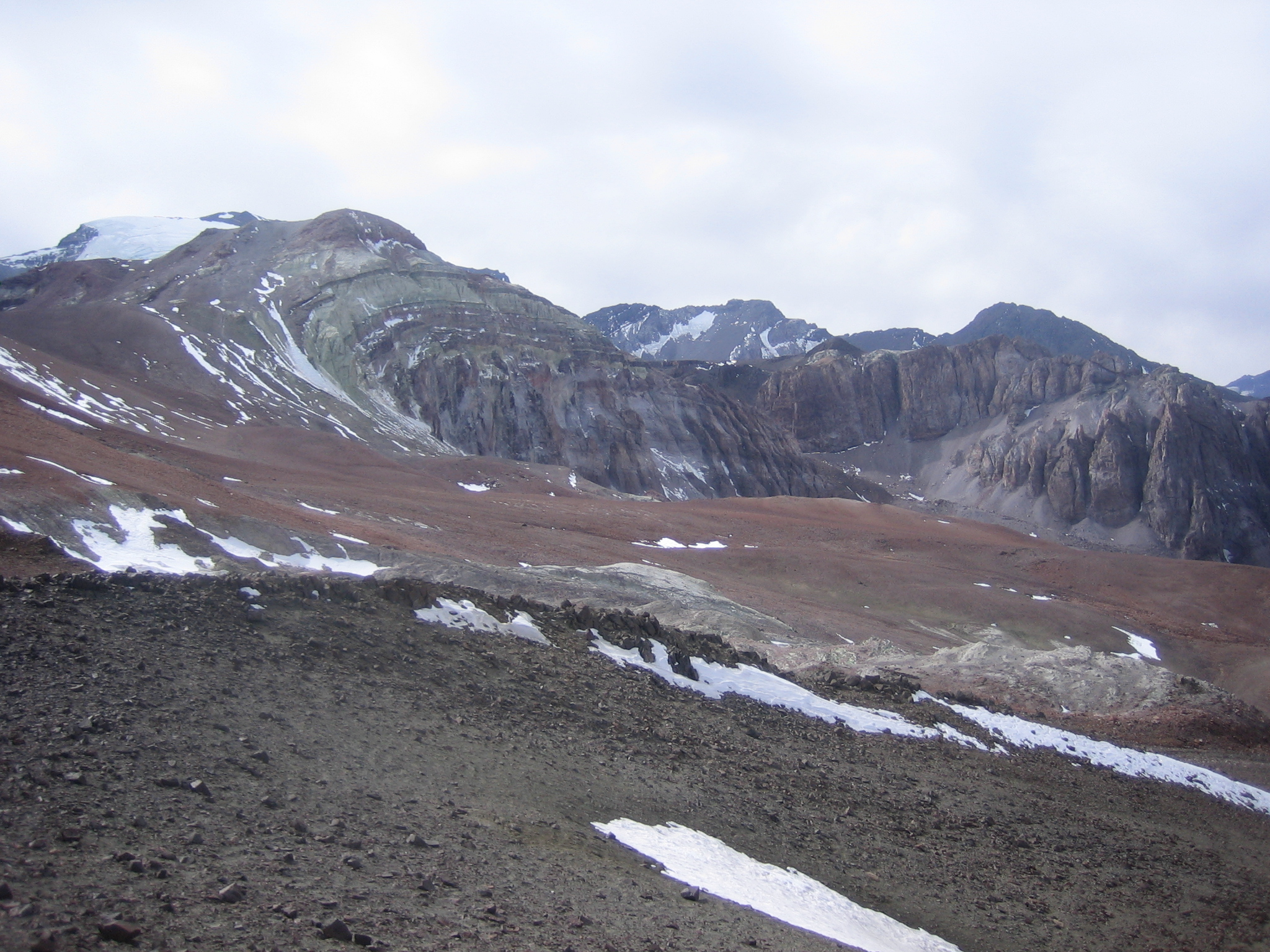
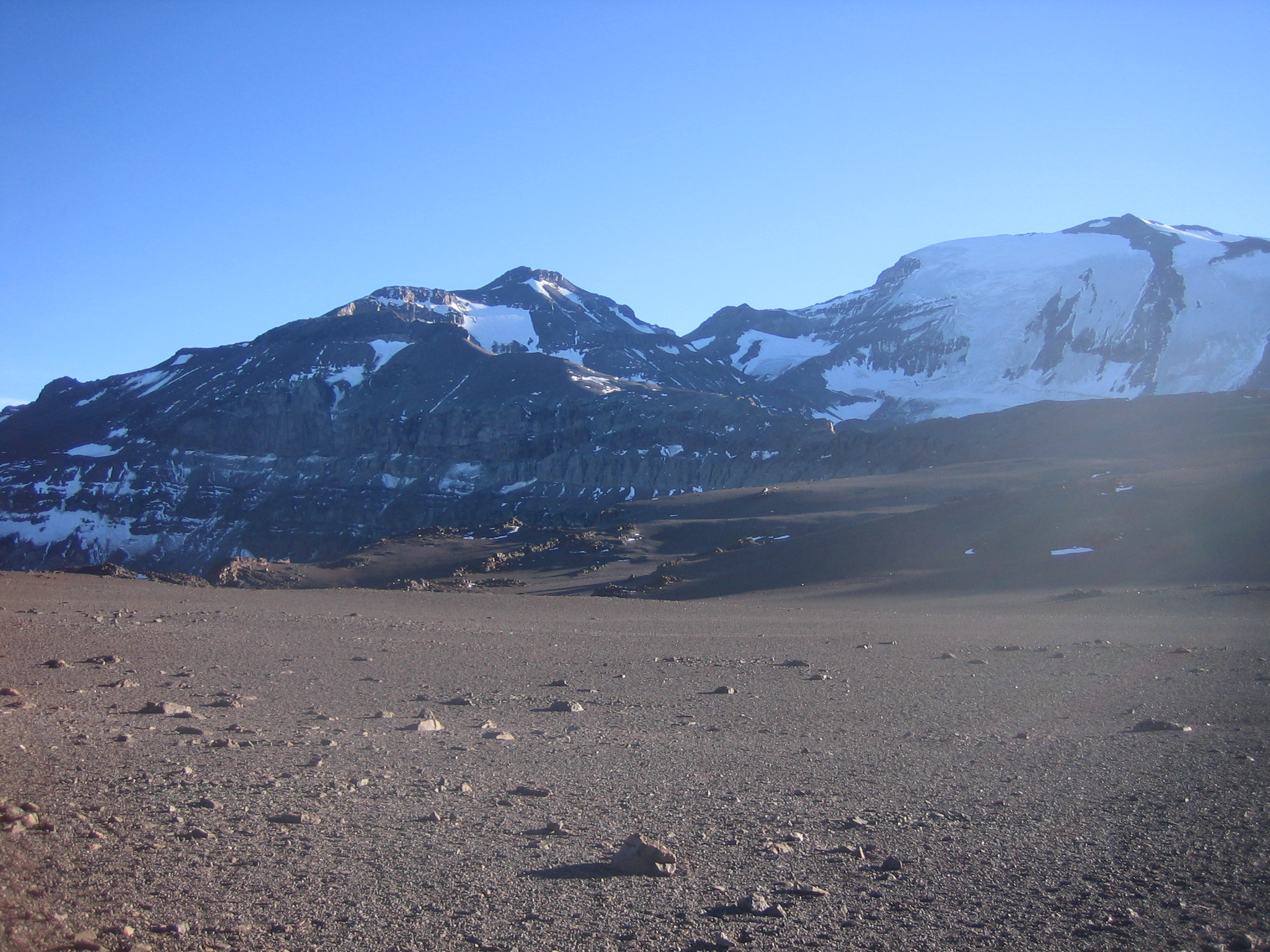
Leonera (links) und El Plomo